# Povest v verzih
Povést v vêrzih, tudi poétična povést ali pripôvedna pesnítev.
V svetovni književnosti je njen najvidnejši predstavnik Anglež Byron. Njegovo delo Romanje grofiča Harolda (Romanje Childa Harolda, Childe Harold's Pilgrimage) je dnevnik popotnega mladeniča, ki je lahkomiselno zapravil svojo mladost. Pesnitev Childe Harold je nastala na podlagi vtisov s potovanja po Albaniji, Grčiji in Bližnjem vzhodu in  pisana v kiticah iz osmih enajstercev. Z epskimi prvinami potopisnega dnevnika se v nji mešajo močne lirske prvine, oboje pa služi za izpoved čustvom Byronove romantične bolečine in žalosti zaradi neskladja med idealom in resničnostjo.
Byronovi epski teksti, s katerimi je v epiko vnesel probleme romantične osebnosti in močne lirske ali satirične prvine, so vplivale na velik del evropske romantike, predvsem v slovanski književnosti.  Iz češke literature je znan Máchov Maj, ki ga je v slovenščino prevedel Ivan Lah. Epska pesnitev je napisana po zgledu Byronovih povesti v verzih. Posebnost pesnitve so močne lirske prvine, ki skoraj prevladajo nad epsko osnovo.
Samosvojo obliko poetične povesti pa je ustvaril ruski pesnik Puškin z Jevgenijem Onjeginom, ki pesnitev sam imenuje »roman v verzih«. V njem se epska podlaga druži z liriko, ironijo in satiro. Zaradi obilice lirskih sestavin, vrinkov in avtorjevih oddaljitev od obravnavane teme postaja osrednja zgodba nedokončana. Delo je v slovenščino prevedel Ivan Prijatelj.

## Slovenske povesti v verzih
- France Prešeren, Krst pri Savici: Povest v verzih (1836)
- Jožev Žemlja, Sedem sinov: Povest u pesmi (1843)
- Simon Jenko, Ognjeplamtič (1855)
- Ivan Pregelj, Sosedje, povest v verzih (1909)
- Ivan Pregelj, Jurko pastirček, povest v verzih
- Janko Šanda: Lazarič Lindarski: Povest v verzih (1909)
- Ivan Rob: Deseti brat
- Feri Lainšček: Sprehajališča za vračanje: Roman v verzih (2010)